# 울주 천전리 명문과 암각화
울주 천전리 명문과 암각화(蔚州 川前里 銘文과 岩刻畫)은 신석기 시대부터 신라에 이르기까지 여러 시대에 걸쳐 경상 누층군 대구층 바위에 새겨져 온 암각화이다. 태화강의 지류인 대곡천의 상류에 위치하여 있다. 1970년 12월에 동국대학교박물관 학술조사단에 의하여 발견되었다. 
1973년 5월 8일 대한민국의 국보 제147호로 지정되었으며, 2025년 7월 14일 울주 대곡리 반구대 암각화와 함께 '반구천의 암각화'라는 명칭으로 유네스코 세계 유산으로 지정되었다.

## 구성
가로 9.5m, 높이 2.7m의 인위적으로 다듬은 듯한 바위면에 조각이 가득하다. 지질학적으로 중생대의 퇴적암 지층 경상 누층군 대구층에 해당하는 바위면은 아래를 향하여 약 15˚각도로 기울어져 있고 햇볕이 잘 들지 않는 곳에 있었기 때문에, 자연적인 풍화로부터 보존될 수 있었다. 중간을 기준으로 상부와 하부로 나누어 각각 새겨진 시대가 다르다.

### 상부
주로 신석기 시대에서 청동기 시대에 걸쳐 이루어진 조각이 있다. 조각대상의 내부를 파낸 면 쪼으기(모두 쪼으기)기법과, 대상의 윤곽만을 쪼아 나타낸 선 쪼으기기법이 이용되었다. 면 쪼으기으로 조각한 대상으로는 사람 형상과 함께 사슴을 포함한 짐승, 뱀과 새, 물고기 등의 형상이 있다. 새겨진 물고기 중 일부는 날이 선 지느러미가 마치 상어를 연상시키기도 한다. 한편 선 쪼으기로 조각한 마름모 꼴이나 둥근 모양을 가진 기하학적 무늬도 존재한다.

### 하부
주로 신라 초기부터 통일신라에 이르기까지 조각되었다. 선긋기로 그어진 선들과 함께, 기마행렬도, 배가 항해하는 모습, 인물 등이 새겨져 있다. 이러한 자료들은 신라 때의 생활양식을 연구하기 위한 자료로 이용되고 있다. 그 외에 용이나 말, 사슴 등으로 추정되는 짐승의 형상도 보인다. 한편 함께 새겨진 명문(銘文)은 약 800자 이상이 새겨져 있었던 것으로 추정되는데, 일부는 풍화되고 또한 일부는 후대에 의하여 훼손되었기 때문에, 확인할 수 있는 글자는 300여 자 정도이다. 신라 법흥왕 때 새겨진 이 명문에는 화랑들의 이름이나 당시의 직위명 등이 포함되어 있어, 신라사 연구에 도움을 주고 있다.

## 훼손
천전리 각석에는 수분 흡수로 인한 팽창성이 큰 스멕타이트 성분이 있어, 풍화의 속도가 빠르다.
2011년 각석에 이름을 적은 낙서가 발견돼, 경찰이 수사에 나서고 천 만원의 신고 포상금까지 걸렸다. 범인은 수학 여행을 다녀온 고등학생으로 밝혀졌으며, 낙서는 국립문화재연구소의 작업으로 제거되었다.
2003년 계명대 한국선사미술연구소가 벌인 조사에서도 낙서가 30여 개가 발견된 바 있다.

## 가는 길
천전리 각석은 천전리공룡발자국화석과 맞닿아 있다. 장천교를 건너 우회전해 1차선 도로를 600 m 따라가면 관리소와 사진의 안내판이 있다. 관리소를 지난 후 대곡천의 콘크리트 다리를 건너 등산로를 따라가면 천전리 각석 유적이 있고 각석 맞은편에 대곡천 하상에 드러난 대구층 암석에 천전리공룡발자국화석이 드러나 있다.

## 참고 자료
- 울주 천전리 명문과 암각화 (蔚州 川前里 銘文과 岩刻畫) - 국가유산청 국가유산포털
- KBS(2011.1.13) - << 누이를 사랑한 왕자 - 천전리각석의 비밀 >>

## 같이 보기
- 울산광역시의 지질
- 울주 대곡리 반구대 암각화
- 천전리공룡발자국화석